# Denmark Vesey
Denmark Vesey (ursprünglich Telemaque; * 1767 ?; † 2. Juli 1822) war ein afroamerikanischer Sklave und Freiheitskämpfer, der den größten Sklavenaufstand in der Geschichte der USA plante. Er wurde jedoch verraten und verhaftet. Denmark Vesey und die anderen Führer wurden hingerichtet.
Viele Abolitionisten verehrten ihn als einen Helden. Während des amerikanischen Bürgerkriegs verwendete man seinen Namen als Schlachtruf des 54. Massachusetts Infanterieregiments, das ausschließlich aus Afroamerikanern bestand.

## Frühes Leben
Vesey wurde 1781 vom Kapitän Joseph Vesey auf der dänischen Karibikinsel St. Thomas gekauft. Er arbeitete kurz in Französisch Saint-Domingue (heute Haiti) und kam dann nach Charleston, South Carolina, wo ihn Joseph Vesey als Haussklaven arbeiten ließ. Am 9. November 1799 gewann er $1500 bei einer örtlichen Lotterie, kaufte sich frei und arbeitete als Tischler.

Obwohl er bereits Presbytarier war, begründete er 1816 die African Methodist Episcopal Church, kurz AME Church, mit. Die AME Church wurde in den Jahren 1818 und 1820 kurzzeitig verboten.

## Das Vesey-Komplott
Inspiriert von den revolutionären Befreiungsbewegungen in Saint-Domingue (die heute unter dem Namen Haitianische Revolution bekannt sind) und verärgert über die Schließung der AME Church, begann Vesey, eine Sklavenrevolution zu planen. Die Revolte sollte 1822 am 14. Juli, dem Nationalfeiertag Frankreichs, stattfinden. Über diesen Plan waren tausende Afroamerikaner in Charleston und der Küste von South Carolina informiert. Die Verschwörer, Sklaven und freie Schwarze, planten, ihre Besitzer zu erschlagen und, um den Vergeltungsmaßnahmen zu entkommen, nach Haiti zu segeln. Der Plan wurde von zwei Sklaven verraten, die mit Veseys Vorstellungen nicht einverstanden waren und 131 Menschen der Konspiration belasteten. 67 Männer wurden verurteilt, davon wurden 35 gehängt. Einer der zum Tode verurteilten war Denmark Vesey.
Einer seiner Söhne, Sandy Vesey, wurde wahrscheinlich nach Kuba gebracht; seine letzte Frau, Susan, emigrierte nach Liberia. Ein anderer Sohn, Robert, überlebte und baute die Afroamerikanische Kirche in der Stadt im Jahr 1865 wieder auf.

## Weiße Hysterie?
Der Historiker Michael Johnson bestätigte jüngst die Theorie von Richard Wade von 1964, wonach das Vesey-Komplott nicht mehr als „böses Gerede“ war. Johnson behauptet, dass Bürgermeister James Hamilton Jr. das Komplott kreierte, um es gegen Gouverneur Thomas Bennett Jr. zu verwenden, der vier der beschuldigten Sklaven besaß. Während Hamilton, von militärischem Denken beeinflusst, drakonische Maßnahmen gegen Sklaven befürwortete, war Bennett eher ein Befürworter des patriarchalischen, beinahe freundlichen Umgangs mit Sklaven.
Im Jahre 1822 bezweifelte jedoch niemand die Existenz dieser Verschwörung. Obwohl Gouverneur Bennett im Gegensatz zu Bürgermeister Hamilton die Größe dieses Komplotts für übertrieben hielt, verurteilte er es mit den Worten „a ferocious, diabolical design“ (ein grausamer, teuflischer Plan). Die meisten Fachleute gehen jedoch davon aus, dass einige Afroamerikaner aus dem näheren Umfeld von Vesey noch Jahre später über seinen Plan sprachen. Hier ist besonders der freie schwarze Tischler Thomas Brown zu nennen.
Johnson führt auch an, dass neben zweifelhaften Gerichtsunterlagen kein Beweis existiert, der Veseys Komplott bestätigt.
Im Jahr 2004 stellte der Historiker und Biograph von Hamilton fest, dass er keine Dokumente zu dem angeblichen Komplott gefunden habe, außer einem, das besagt, dass James Hamilton glaubte, dass es ein Vesey-Komplott gebe.
| Personendaten    | Personendaten                                  |
| ---------------- | ---------------------------------------------- |
| NAME             | Vesey, Denmark                                 |
| ALTERNATIVNAMEN  | Telemaque                                      |
| KURZBESCHREIBUNG | afroamerikanischer Sklave und Freiheitskämpfer |
| GEBURTSDATUM     | unsicher: 1767                                 |
| STERBEDATUM      | 2. Juli 1822                                   |